# 孝簡恭皇后
孝簡恭皇后安氏（？—？），後晉肅祖石彬妻。
安氏事跡不詳，只知她嫁與後晉肅祖及生後晉睿祖石昱。天福（937年）五月，後晉高祖石敬瑭追尊安氏諡號為孝簡恭皇后。